# 仲人 (将棋)
仲人（ちゅうにん）は、将棋の駒の一つ。本将棋にはなく、中将棋・大将棋・摩訶大大将棋・泰将棋・大局将棋に存在する。
平安大将棋には「注人（ちゅうにん）」の駒の存在が確認されているが、大将棋などに移行するにあたって「仲人」の表記が用いられるようになったと考えられる。

## 駒の動き
| 表示  | 動きの解説                       |
| ----- | -------------------------------- |
| ○     | 当該マスへ移動可                 |
| ｜    | マス数の制限なく縦方向へ移動可   |
| ―     | マス数の制限なく横方向へ移動可   |
| ＼ ／ | マス数の制限なく斜め方向へ移動可 |
| ☆     | 当該マスへ移動可(駒の飛び越え可) |
| 00    | 移動不可                         |

### 平安大将棋
成ると金将。
|  | ○     |
|  | 注 人 |
|  | ○     |

| ○ | ○     | ○ |
| ○ | 金 将 | ○ |
|   | ○     |   |

### 中将棋・大将棋・大局将棋
中将棋では、仲と略す。成ると醉象。獅子の付け喰いに使えない。
|  | ○     |
|  | 仲 人 |
|  | ○     |

| ○ | ○     | ○ |
| ○ | 醉 象 | ○ |
| ○ |       | ○ |

### 摩訶大大将棋・泰将棋
成ると奔人。
|  | ○     |
|  | 仲 人 |
|  | ○     |

|  | │     |
|  | 奔 人 |
|  | │     |